# 内田隆 (京都青果合同)
内田 隆（うちだ たかし）は、日本の実業家。京都青果合同代表取締役社長、京都経済同友会代表幹事。

## 人物
1978年京都教育大学附属京都中学校卒業。1981年京都教育大学附属高等学校卒業。同級生に前原誠司元外務大臣。1985年京都大学農学部卒業、京都青果合同入社。2002年から同社代表取締役社長。2021年から京都経済同友会代表幹事。